# Anna Richardson (política)
Anna Richardson é uma política de São Martinho. Desde 28 de março de  2020 que tem servido como Ministra da Justiça no segundo governo da Primeira-ministra Silveria Jacobs.